# Türkiye Şehit Aileleri Derneği Spor Kulübü
Il Türkiye Şehit Aileleri Derneği Spor Kulübü è un club di pallavolo maschile turco, con sede ad Adilcevaz: milita nel campionato turco di Efeler Ligi.

## Storia
Il Türkiye Şehit Aileleri Derneği Spor Kulübü viene fondato nel 2017. Iscritto alla terza divisione del campionato turco, nel 2020 viene ripescato in serie cadetta: trascorre due annate in Voleybol 1. Ligi, fino alla vittoria del campionato nel 2021-22, che vale la promozione in Efeler Ligi.

## Rosa 2022-2023
| N° | Nome              | Ruolo | Data di nascita   | Nazionalità sportiva |
| -- | ----------------- | ----- | ----------------- | -------------------- |
| 1  | İzzet Akkuş       | P     | 19 gennaio 2001   | Turchia              |
| 2  | Vefa Yılmaz       | P     | 24 aprile 1982    | Turchia              |
| 4  | Ümit Demir        | L     | 1º ottobre 1996   | Turchia              |
| 5  | Baturay Serçiler  | C     | 1º gennaio 1999   | Turchia              |
| 6  | Bardia Saadat     | O     | 12 agosto 2002    | Iran                 |
| 7  | Cüneyt Dağcı      | C     | 13 febbraio 1985  | Turchia              |
| 8  | Görkem Sertel     | C     | 27 ottobre 1992   | Turchia              |
| 9  | Mert Güneş        | S     | 26 agosto 1995    | Turchia              |
| 10 | Marko Vukašinović | S     | 3 luglio 1993     | Montenegro           |
| 11 | Çağlar Aksoy      | O     | 13 luglio 1984    | Turchia              |
| 14 | Hakan Polat       | C     | 11 novembre 1989  | Turchia              |
| 15 | Ahmet Tetik       | S     | 14 gennaio 1998   | Turchia              |
| 18 | Ali Çayır         | L     | 13 settembre 1981 | Turchia              |
| 20 | Mateusz Mika      | S     | 21 gennaio 1991   | Polonia              |